# Песок (книга)
Песо́к — первая книга цикла, состоящего из четырёх авторских изданий (Песок, Цветные звуки, Зелёная книга, Моя мансарда) художника Алексея Парыгина.

## О книге
Песок — одно из трёх изданий, которые были созданы художником в 1989 году, в своей мастерской Невский-25 в Ленинграде, на материалах его собственных поэтических текстов 1986-1989 годов. Кроме использования авторских верлибров, всю серию объединяет относительное стилистическое единство дизайна, формат изданий и крайне незначительный тираж.

### Общее описание
Сложился короткий цикл из четырёх авторских книг, объединенных относительно единым форматом <...> и, конечно, использованием только собственных текстов. Не вполне одинаковые размеры объясняются тем, что изначально книжки не замышлялись как проектная серия, а появлялись постепенно, дополняя друг друга. <...> с точки зрения отбора текстов наиболее удачным представляется первый томик — «Песок», с точки зрения пластической выразительности — «Цветные звуки» <...> Обращение к авторской книге было скорее вынужденным, чем закономерным и осмысленным. Вероятно, что рано или поздно оказавшись в такой ситуации, каждый автор интуитивно выбирает путь Уильяма Блейка, идёт по которому в меру своих амбиций, талантов и предпочтений.

Эти произведения не являются традиционными поэтическими антологиями, но явно относятся к жанру книги художника, в котором все элементы объединены общей идеей. Хотя это и ранние работы Парыгина, художнику удалось придать каждой из них особый характер, который способствует полифоническому звучанию, свойственному его книжному искусству. Первым из этих четырех изданий был «Песок». Создается ощущение течения времени, как фрагменты бытия, проносящиеся в песочных часах.
Оригинальный текст (англ.)These works are not conventional anthologies of poetry but clearly belong to the genre of artists’ books in which all the elements are united by a common idea. Although these are early works by Parygin, the artist managed to give each of them a distinctive tone that contributes to a polyphonic sound, characteristic of his book art. The first of these four books was Sand. It creates a feeling of the passage of time, like the grains of existence running through an hourglass.

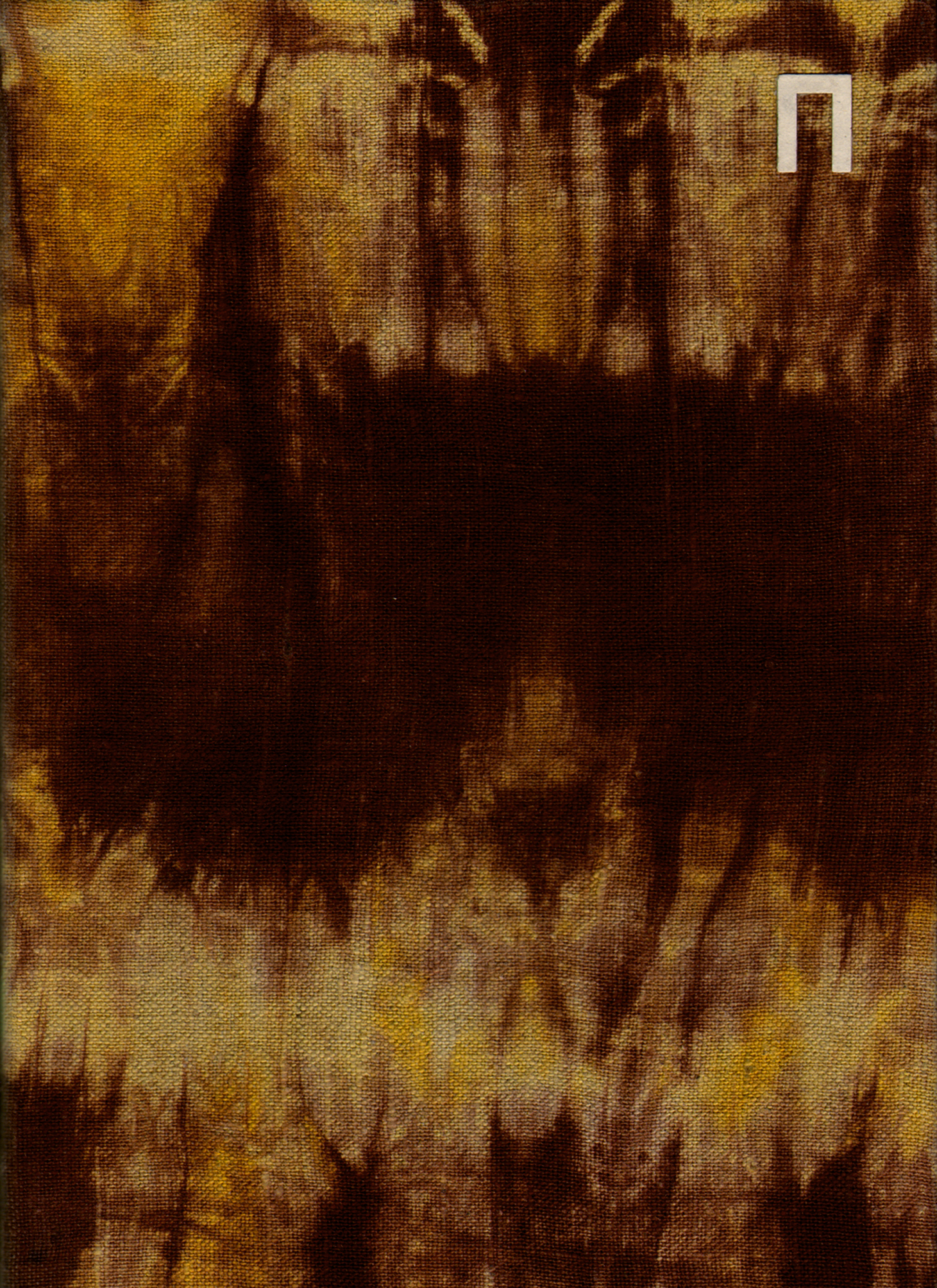
Песок. Экз. № 2 (обложка). Из коллекции отдела эстампов РНБ

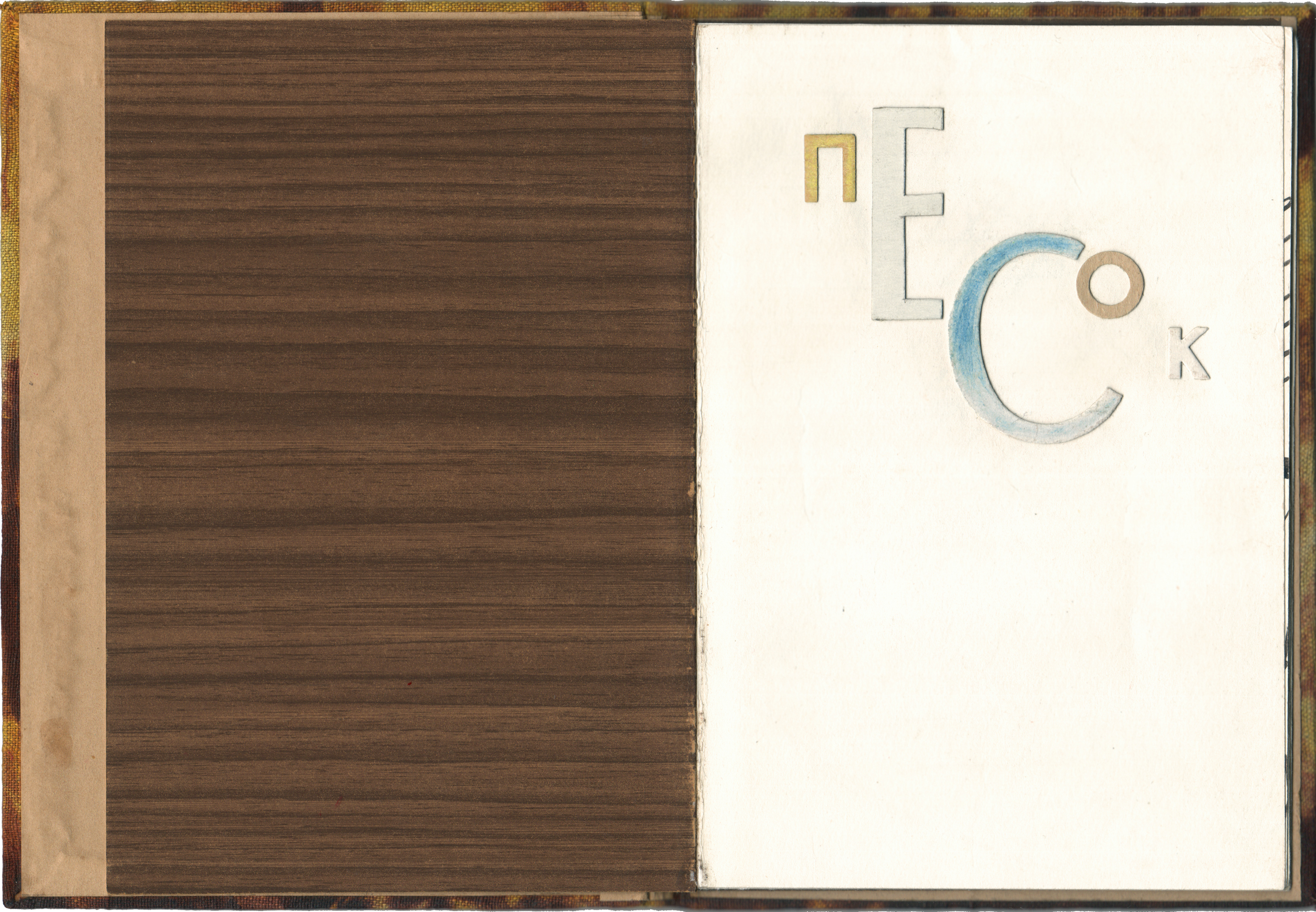
Песок. Экз. № 1 (разворот с титульным листом)

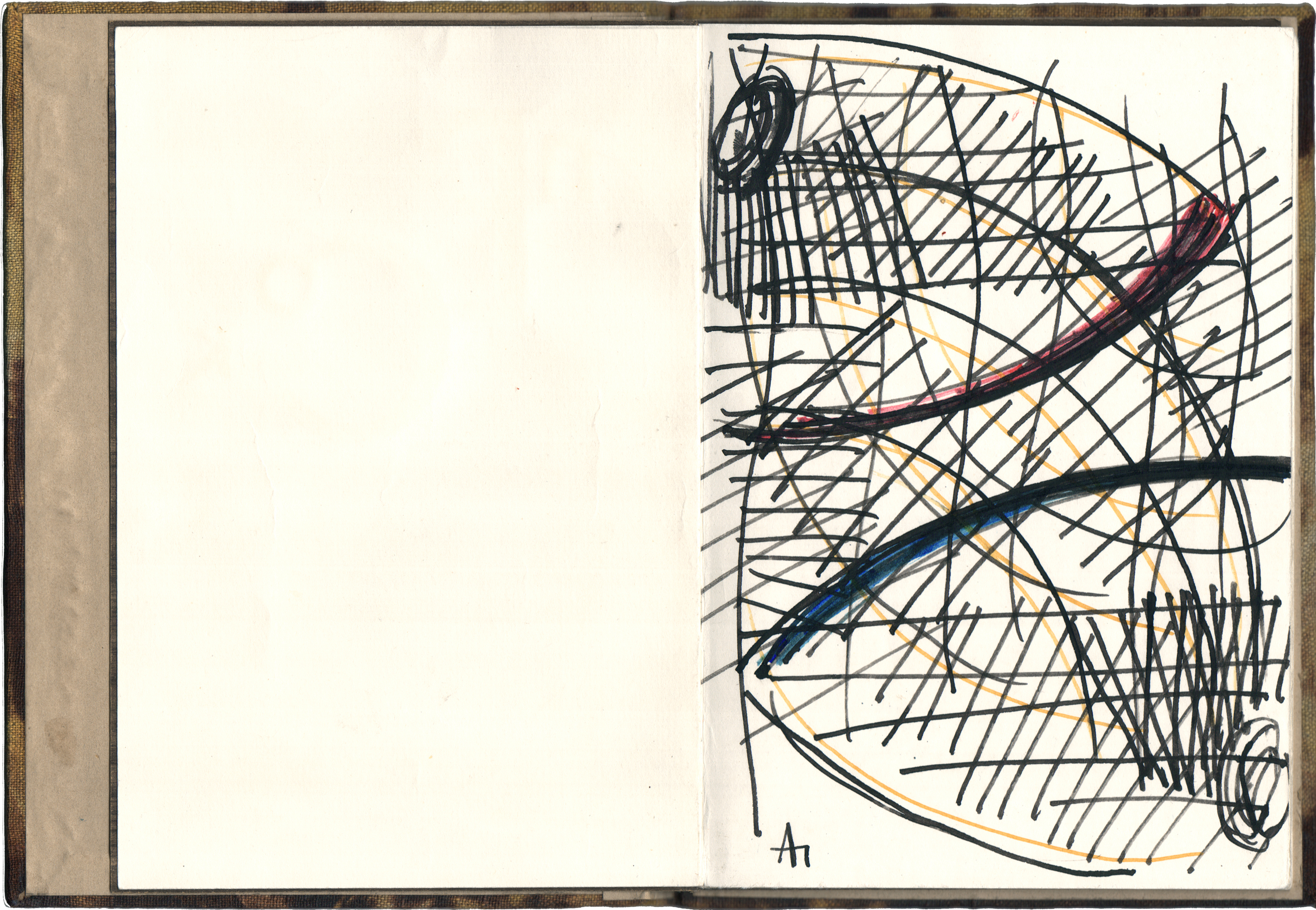
Песок. Экз. № 1 (разворот с фронтисписом)

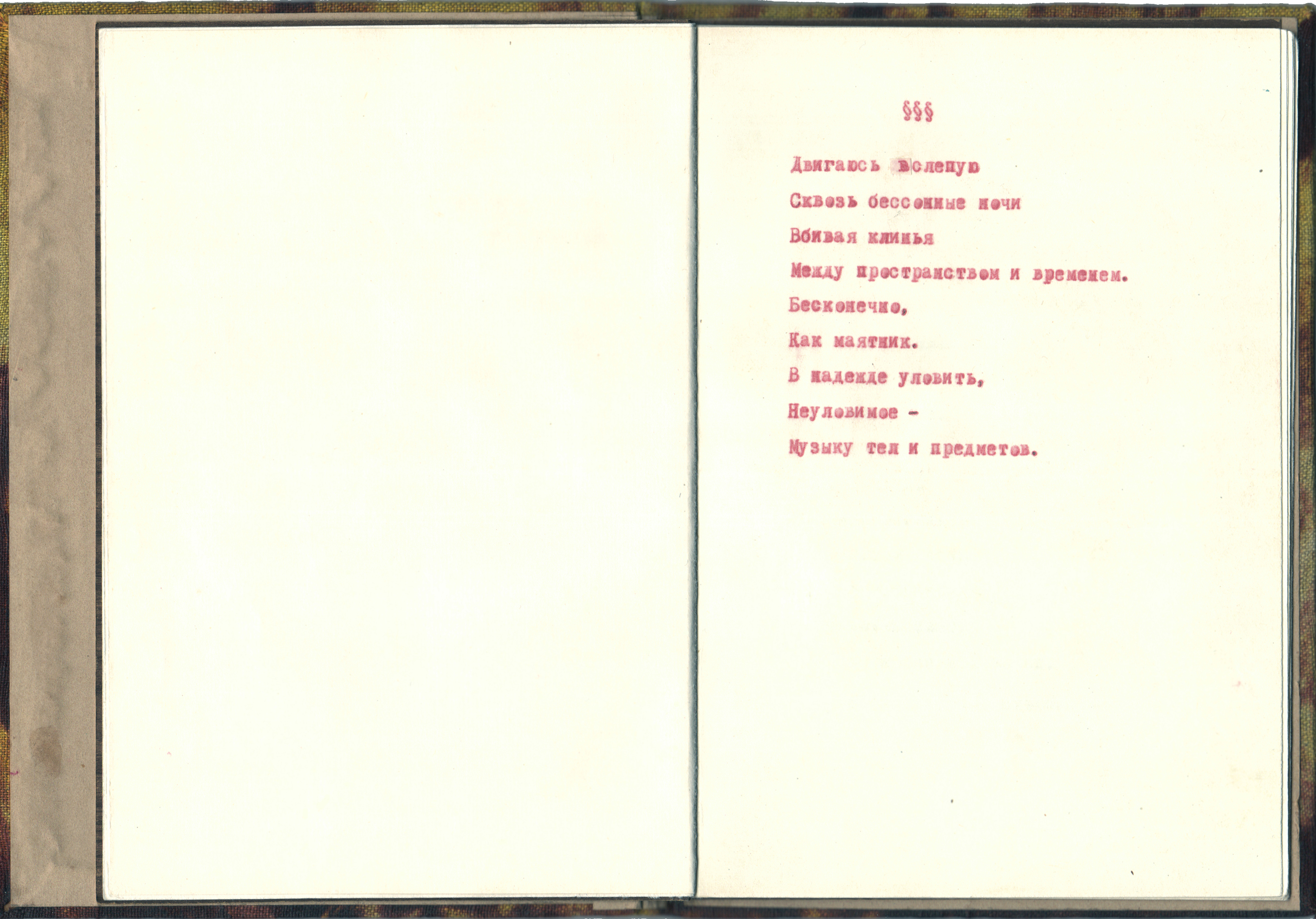
Песок. Экз. № 1 (разворот 3)

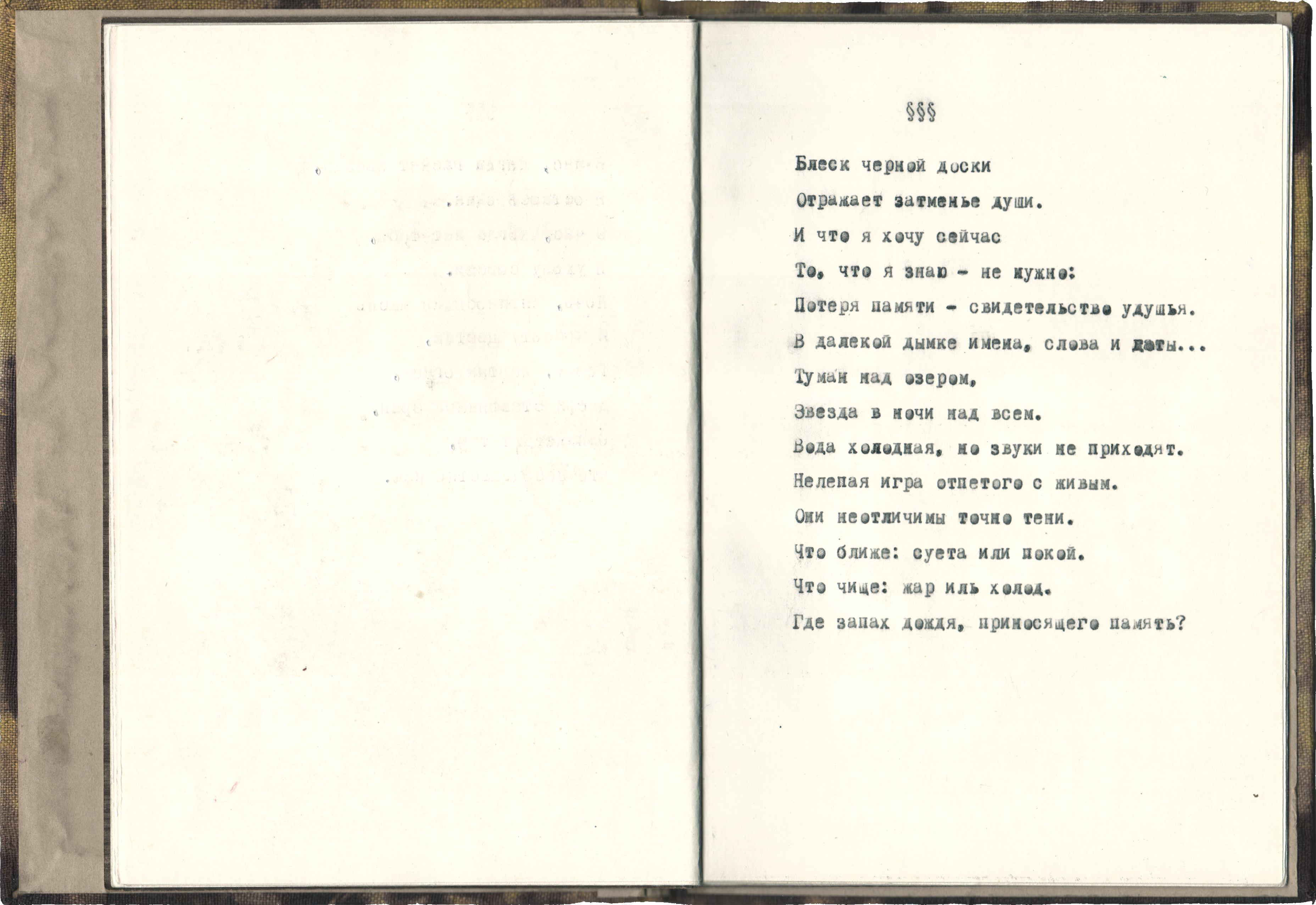
Песок. Экз. № 1 (разворот 6)

Издание объединяет десять верлибров. Все тексты отпечатаны собственноручно автором, на пишущей машинке, с использованием цветной копировальной бумаги (красным, зеленым, фиолетовым и черным тоном). Все экземпляры, кроме № 3 (не сшит) сброшюрованы вручную. Одностороннее заполнение листа.
Обложка — картон, хлопчатобумажная ткань, горячий батик в два цвета анилиновыми красителями (желтым и бордо), в правом верхнем углу аппликация из белого картона литеры «П». Абстрактный узор на переплете всех пяти экземпляров имеет некоторые различия. Титульный лист — аппликация названия, вырезанными из картона и подкрашенными цветными карандашами буквами. Фронтиспис — изображение (пейзаж) с зеркальной композицией — стальное перо, цветная тушь (умбра, синий, красный, желтый). Без иллюстраций. Вес 1 экземпляра = 202 гр. Все работы, от макета до тиража, исполнены автором.
Все работы, от макета до тиража, исполнены автором.
Твердый переплет. Без пагинации (28 страниц). Тираж — 5 нумерованных экземпляров. Размер: 215 × 153 × 10 мм (в сложенном виде); 215 × 313 мм (разворот).

### Переиздание текстов
Текст стихотворения «Последний холод уходящей ночи…» также был опубликован в статье Книги и стихи из сквота (2004) посвященной сквот мастерской Невский-25.
Шесть из девяти стихотворений, входящие в книгу Песок («Блеск чёрной доски…», «В кулак зажав кровавый гвоздь…»,  «В час когда, гаснет звезда…», «Огни, огни, плывущие назад…», «Последний холод…», «Двигаясь вслепую…»), были переизданы в авторской редакции 2015 года, в сборнике В час когда гаснет звезда издательства Free Poetry (2016).

### Местонахождение экземпляров
- Экземпляр № 1 — в собственности автора, СПб.
- Экземпляр № 2 — приобретён Российской национальной библиотекой. Отдел эстампов и фотографий РНБ. Фонд книг художника, СПб.
- Экземпляр № 3 — коллекция книги художника Тимофея Маркова, СПб.
- Экземпляр № 4 — приобретён Российской государственной библиотекой. Коллекция книг художника (Москва). РГБ. LDR 01743nam#a2200241#i#4500. Места хранения IZO H/8.167.[9]
- Экземпляр № 5 — местонахождение не установлено. Украден в магазине Гилея (Москва).[6]

## Выставки
- Современная книга художника. — Отдел эстампов и фотографий РНБ. Санкт-Петербург. 4 декабря 2023 — 28 февраля 2024[10][11][12][13].
- Орфическая космогония (Книга художника). — ЦК Рекорд. Нижний Новгород. 8 февраля — 9 марта 2017.
- Орфическая космогония (выставка книги художника). — Государственный музейно-выставочный центр «РОСИЗО». Москва. 28 мая — 12 июля 2015
- Первая книга. — Хлебный дом ГМЗ «Царицыно». Москва. 13 февраля — 21 апреля 2013.
- Музей «Книга художника». — Музей современного искусства Эрарта. Санкт-Петербург. 09 июня — 09 июля 2011.
- Фестиваль независимого искусства. — ЦВЗ Манеж. Санкт-Петербург. 6 — 20 ноября 2004.

### Статьи
- Павловский А. С. Конструирование себя: о первых книгах Алексея Парыгина / Сборник материалов двенадцатой научно-практической конференции «Трауготовские чтения 2022» / под ред. А. К. Кононова. — СПб.: БКГ, 2023. — 360 с. — С. 153-160. ISBN 978-5-6049512-9-3[14]
- Парыгин А. Б. Мои ранние авторские книги // Петербургские искусствоведческие тетради, выпуск 67, СПб.: АИС, 2021. — С. 232-241. ISBN 978-5-906442-31-4
- Погарский М. Книга художника [х]. Том I. Теория (264 с.); Том II. История (180 с.); Том III. Практика (290 с). — М.: Треугольное колесо — 2021. ISBN 978-5-9906919-6-4
- Кошкина О. Ю. Особенности языка графики Алексея Парыгина — семиотический аспект / Сборник материалов десятой научно-практической конференции «Трауготовские чтения 2020». — СПб., 2021. — 304 с. — С. 149-165.[15]
- Парыгин А. Б. Про искусство (в ритме автобиографии) // Петербургские искусствоведческие тетради, выпуск 58, СПб.: АИС, 2020. — С. 223-252
- Grigoryants El. Absorbing the Futurist heritage: Vasily Vlasov and Alexey Parygin / The Futurist Tradition in Contemporary Russian Artists’ Books // International Yearbook of Futurism Studies / Special Issue on Russian Futurism. Ed. by Günter Berghaus. — Berlin & Boston: Walter de Gruyter. Vol. 9 — 2019, 520 p. pp. 269–296.  (англ.) ISBN 978-3-11-064623-8.[16][17]
- Парыгин А. Б. Природа «Книги художника» // Петербургские искусствоведческие тетради, выпуск 44, СПб.: АИС, 2017. — С. 239-244. ISBN 978-5-906442-08-9
- Парыгин А. Б. Книга художника как форма искусства // «Искусство печатной графики: история и современность». В сб. н. статей по материалам научной конференции Четвертые казанские искусствоведческие чтения 19-20 ноября 2015. — Казань: ГМИИ РТ, 2015. — С. 75-78, ил.
- Григорьянц Е. И. «Автографическая книга» в рамках направления «Artists book» («книга художника» // XX век. Две России — одна культура: Сборник научных трудов по материалам 14 Смирдинских чтений. — СПб., 2006.
- Книги и стихи из сквота: Алексей Парыгин и другие // АКТ Литературный самиздат. Выпуск 15. СПб., август-ноябрь, 2004. — С. 21-22.

### Каталоги выставок
- Первая книга / The First Book (каталог выставки в ГМЗ Царицыно). Авт. вст. ст.: О. Докучаева, В. Пацюков, М. Погарский. М. 2013. — 129 с., цв. ил.
- Музей «Книга художника» (каталог выставки в музее Эрарта. СПб.). Авт. вст. ст.: М. Погарский, М. Карасик, Климова Е. Д., Ю. Самодуров. СПб.. 2011. — 200 с., цв. ил. — С. 38.